# کمپیا تورزی
شهر کمپیا تورزی (به رومانیایی: Câmpia Turzii) در شهرستان کلو در کشور رومانی در قاره اروپا واقع شده‌است. جمعیت این شهر ۲۹٬۸۵۲ نفر  است.